# Église San Giuseppe de Florence
L'église San Giuseppe  est une église catholique d'architecture baroque, située sur la Via San Giuseppe, près de la Piazza Santa Croce, dans le centre historique de Florence, et l'une des deux églises et oratoire de la ville dédiée à saint Joseph.

## Histoire
L'église conçue par Baccio d'Agnolo  a été construite sur un site qui abritait autrefois l'oratoire de la Confrérie Saint-Joseph. En 1583, le complexe a été cédé aux Minimes de saint François de Paola. Une nouvelle façade a été achevée en 1759. Lorsque l'ordre des Minimes a été supprimé en 1784, le couvent a été réaménagé.

## Intérieur
En 1752, Sigismondo Betti et Pietro Anderlini ont réalisent des fresques. La décoration baroque de l'intérieur conserve un crucifix de style médiéval peint  par Lorenzo Monaco, avec lequel les Battuti Neri, pénitents à capuchon noirs de cette église, accompagnaient les condamnés à mort à l'échafaud situé à l'extérieur de la porte de la ville appelée Porta alla Giustizia. L'intérieur contient également deux toiles de Santi di Tito : une Nativité et Saint Francois de Paule guérissant les malades.

## Galerie

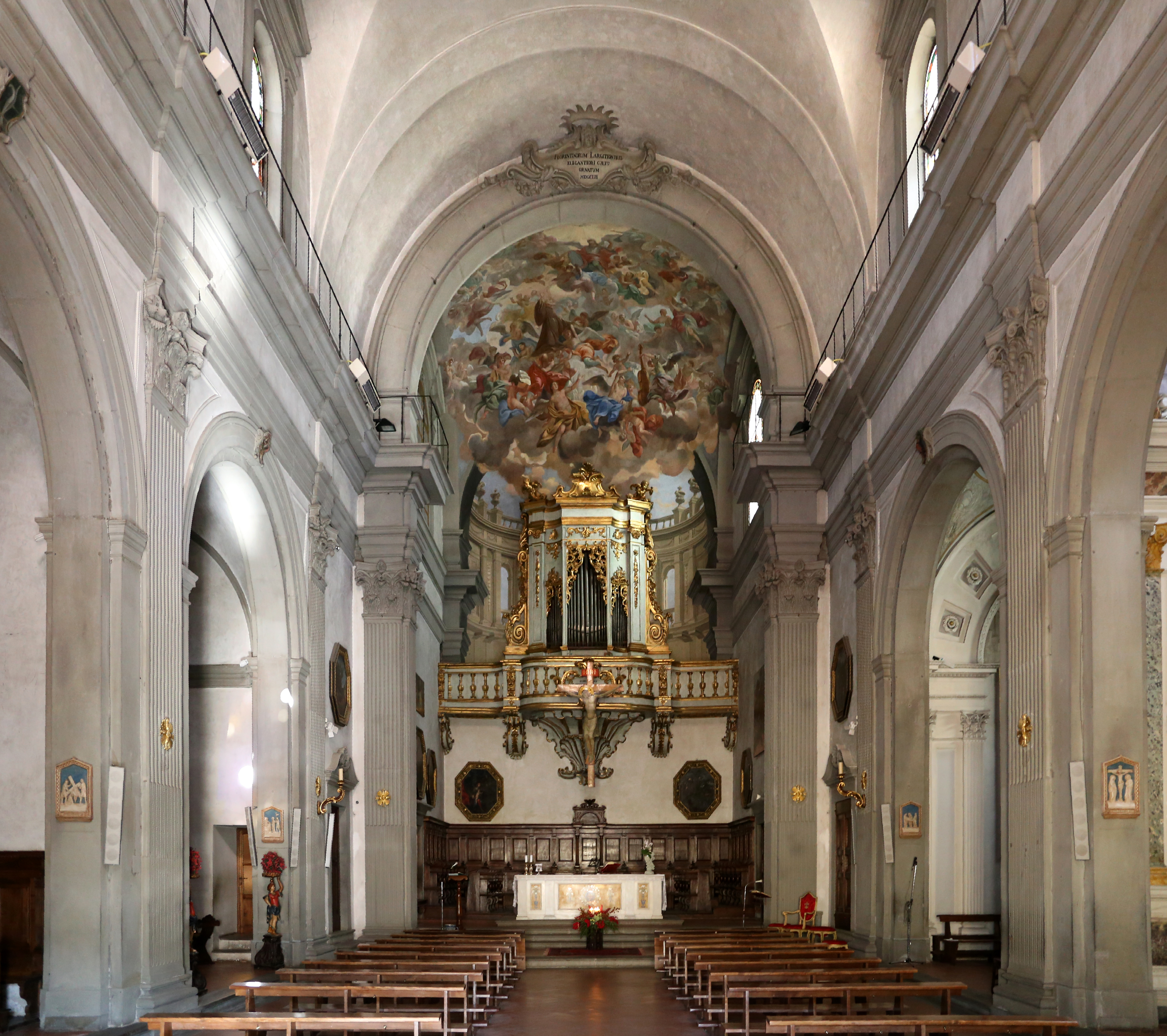
Intérieur.
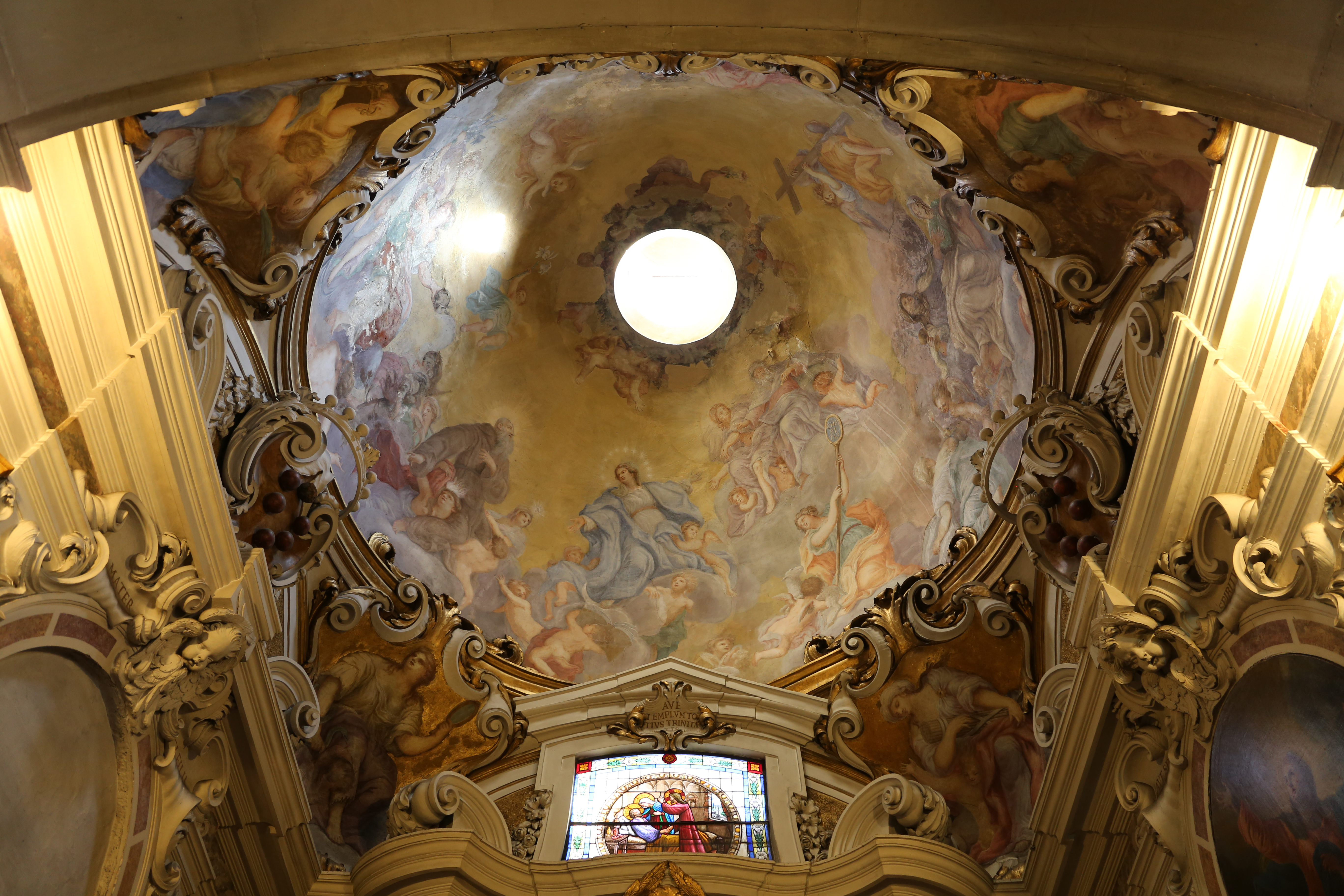
Coupole décorée de fresques par Atanasio Bimbacci de la 2e chapelle à droite.
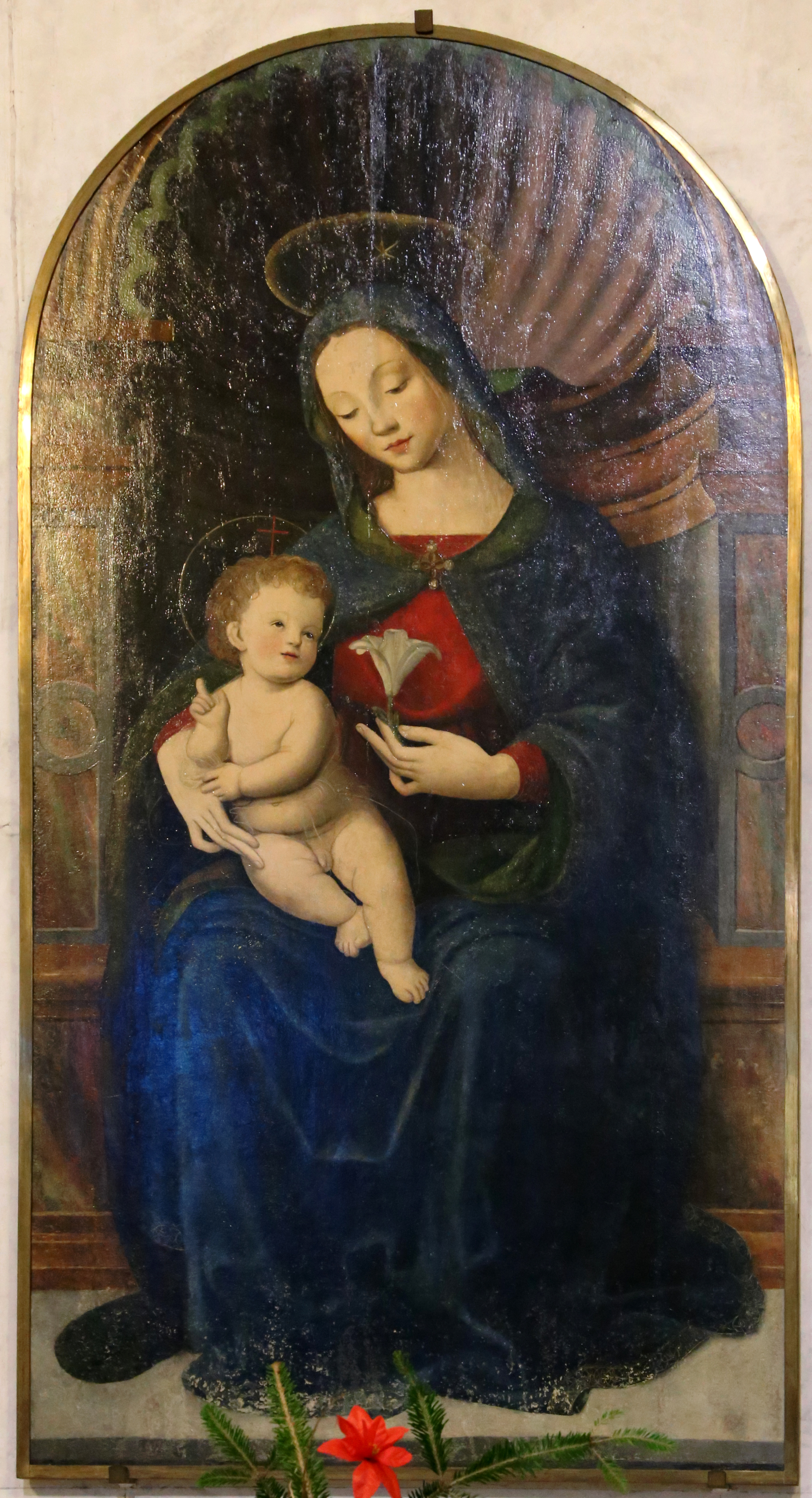
Madonna del Giglio de Raffaellino del Garbo.
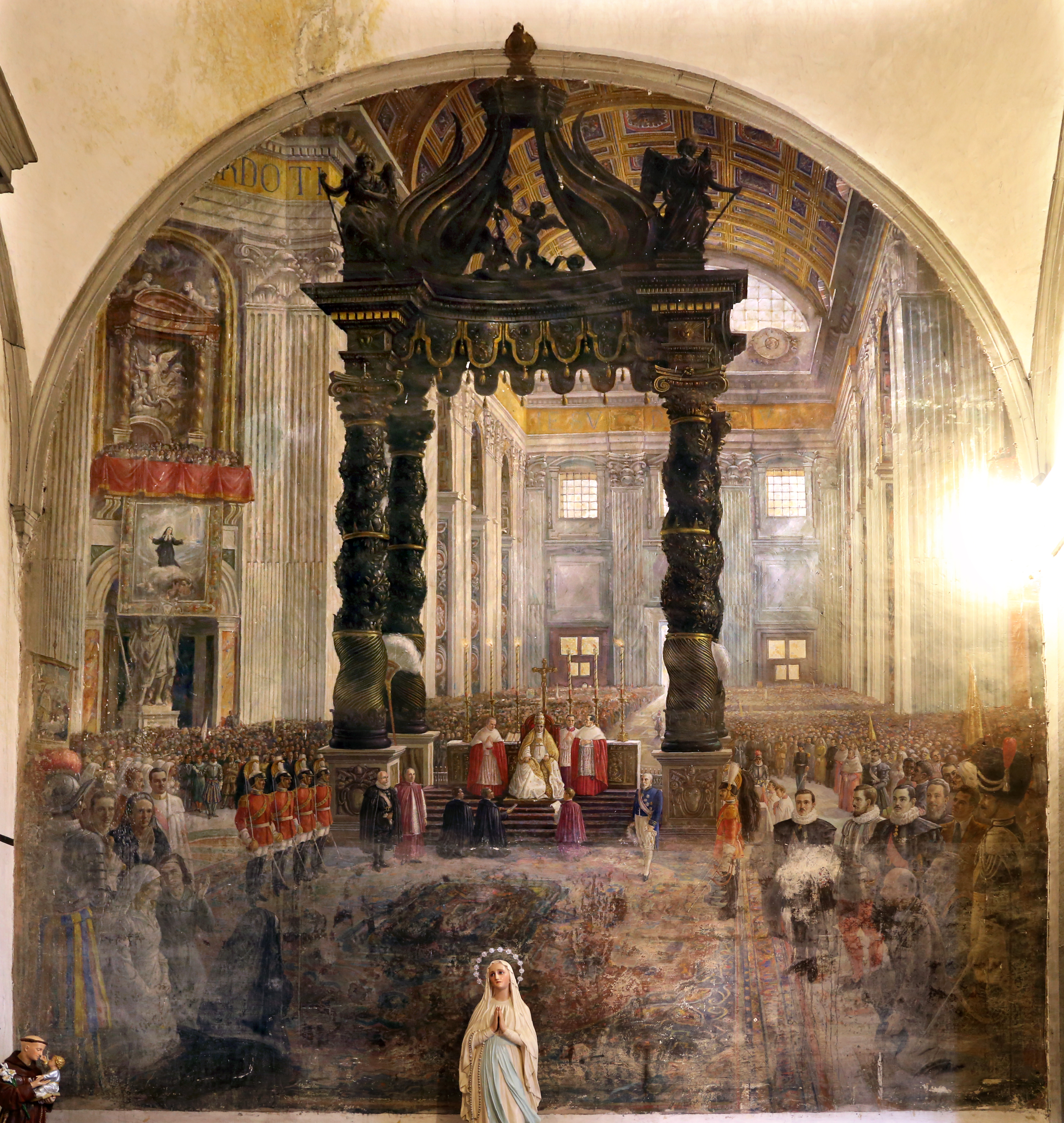
Fresque de la Béatification de Bernadette de Lourdes (années 1930), 1re chapelle à gauche, endommagée lors des inondations de 1966.
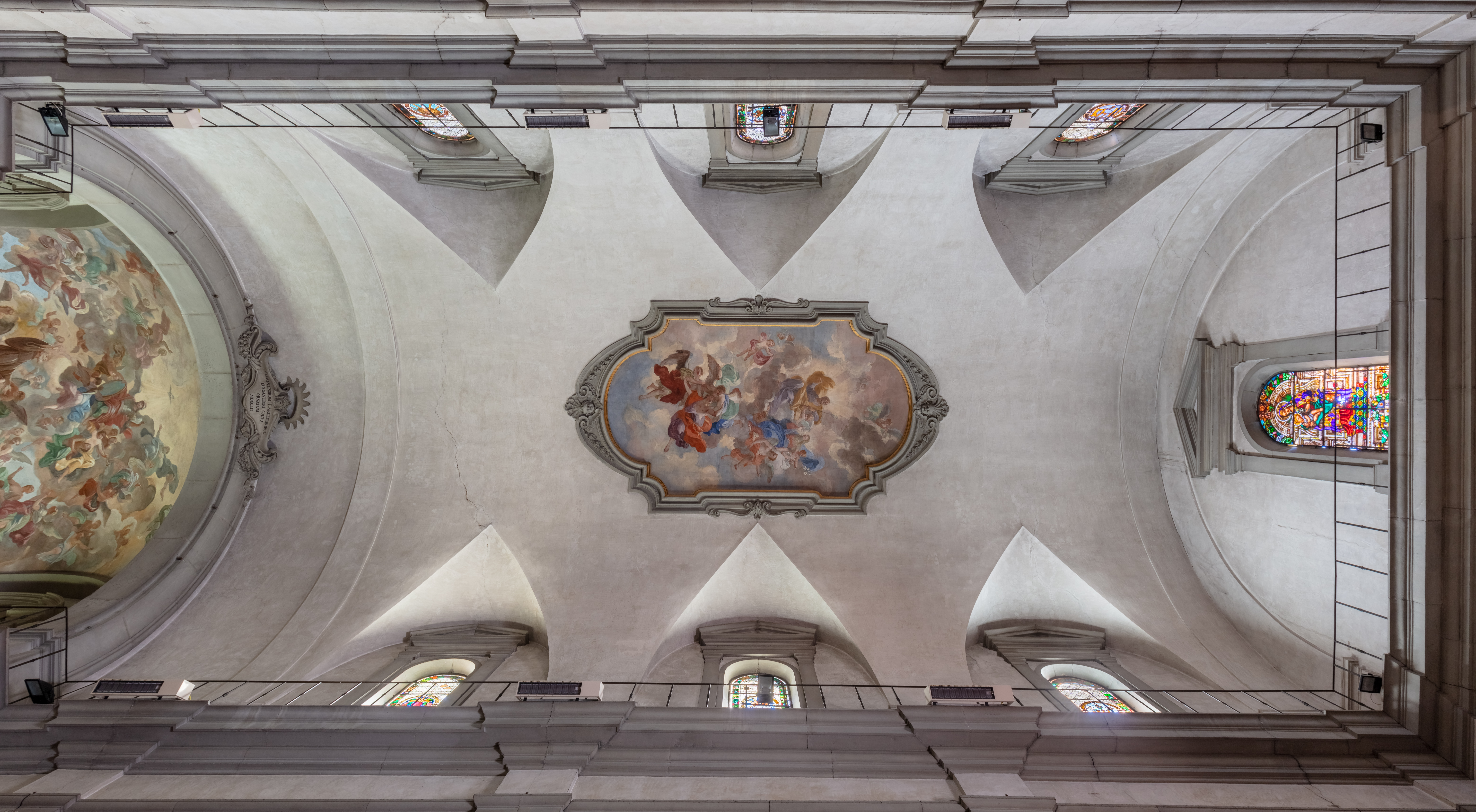
Au plafond de l'église. Septembre 2022.

## Sources
- Guide of Art in Italy